# عدنان ولينا
ميراي شونِن كونان (باليابانية: 未来少年コナン) (بالروماجي: Mirai Shōnen Conan) أي «فتى المستقبل كونان» اشتهر المسلسل بالعربية باسم عدنان ولينا نسبة لاسم البطلين الرئيسيين، لكن اسمه الرسمي للنسخة العربية هو «مغامرات عدنان» وهو مسلسل أنمي ياباني مدبلج إلى العربية من إنتاج شركة نيبون أنيميشن (Nippon Animation)، مكون من 26 حلقة. عُرض على الشاشات العربية خلال فترة الثمانينيات، وما زال يتكرر عرضه حتى الآن على العديد من القنوات. أشرف على إخراجه المخرج هاياو ميازاكي أحد أعظم مخرجي ورسامي الرسوم المتحركة اليابانية، وكان ذلك في عام 1978 وهو مقتبس عن رواية المد الهائل أي المد المذهل لألكسندر كي ويقع المسلسل ضمن إطار ما بعد نهاية العالم.
وبعد ذلك بثلاث سنوات أي في عام 1981 قامت مؤسسة الإنتاج البرامجي المشترك لدول الخليج العربية بدبلجة المسلسل باسم مغامرات عدنان. إشترك في الدبلجة العربية عدد من فناني الخليج كالفنان العراقي فلاح هاشم بدور عدنان والفنانة العراقية سناء التكمجي بدور (لينا) والفنان الكويتي عبد الرحمن العقل بدور عبسي والفنان علي المفيدي بدور العم فارس والفنان جاسم النبهان بدور القبطان نامق كما قام الفنان داود حسين بدور عامر.

## أحداث المسلسل
تدور أحداث المسلسل حول وضع العالم بعد الحرب العالمية الثالثة بعشرين سنة، وعن الحروب والدمار الذي حل بالأرض إلى آخر المقدمة. ثم يظهر عدنان مع جده في الجزيرة المفقودة وحيدين، القصة عن صبي يسمى عدنان، ولد بعد الحرب وعاش مع جده على الجزيرة المتبقية، غير أن لعدنان قوة غير طبيعة رغم أنه لا يزال يافعاً وهو أيضاً ماهر جداً في السباحة والغوص، ثم تظهر (لينا) الفتاة التي في مثل عمر عدنان وهي ولدت في جزيرة الأمل (لديها القدرة على التخاطر عن بعد وتفهم لغة الطيور) وقد وجدها عدنان مغشية عليها على شاطئ الجزيرة المفقودة وقد اعتنى بها عدنان وجده، لكن عناصر القلعة وصلوا للجزيرة المفقودة وأخذوا لينا وأصيب جد عدنان عندما كان يحاول إنقاذ لينا من عناصر القلعة فمات بعد ذلك لكنه طلب من عدنان أن يساعد لينا. عدنان بعد أن دفن جده في الجزيرة المفقودة صنع قارباً وخرج من الجزيرة ورست قاربه بعد عدة أيام على شاطئ جزيرة صغيرة أخرى وهناك التقى بعبسي الذي كان يعيش وحيداً فأصبحا صديقين. عدنان يقرر إنقاذ لينا من عناصر القلعة فيتجه بصحبة صديقه عبسي إلى القلعة. يستطيع عدنان من الوصول إلى مكان لينا وإنقاذها ثم يلتقيان بالدكتور رامي وهو جد لينا وهو العضو الوحيد الأصلي للعلماء الذين طورو الطاقة الشمسية التي حطمت جميع من في العالم في الحرب 2008، يذهب عدنان مع لينا وعبسي برفقة القبطان نامق إلى أرض الأمل وهي جزيرة جميلة وموطن لينا ويعيش فيها أقاربها ويعود الدكتور رامي مرة أخرى على متن مركبتة الطائرة الصغيرة إلى القلعة رغم المخاطر لينقذ سكان القلعة من شر علام الذي يحاول بشتى الطرق الحصول على الطاقة الشمسية ليسيطر على العالم ويحاول من خلال القبض على لينا الضغط على جدها الدكتور رامي لكي يزوده بالطاقة الشمسية، لكن كل محاولات علام تذهب سدى. يبقى عدنان ولينا وعبسي لفترة في أرض الأمل إلى أن تأتي قوة عسكرية تابعة للقلعة على متن سفينة ويحاولون تدمير أرض الأمل، لكن عدنان بمساعدة فارس وهو أحد رجال القرية يقومون بتفجير سفينتهم فيعلقون في الجزيرة ثم تهب عاصفة مد بحرية قوية وعندها يستلسم عناصر القلعة لأهالي القرية ويقررون العمل معهم في الزرعة بعدها يقرر عدنان العودة إلى القلعة لحماية أهلها من شر وعبث علام ولمساعدة الدكتور رامي فيذهب معه كل من لينا وعبسي والقبطان نامق وبمساعدة سميرة نائبة مسؤول القلعة سابقاً التي قررت أن تقف إلى جانب الأهالي. أخيراً يتمكن عدنان من إنقاذ أهالي القلعة ويقتل علام بعد أن يفجر طائرته العملاقة جمانة والتي تعمل بالطاقة الشمسية ويقرر جميع أهالي القلعة التوجة إلى أرض الأمل بعد أن حذرهم الدكتور رامي من أن القلعة ستنهار وفي طريق عودهم لجزيرة الأمل يموت الدكتور رامي على فراشه داخل السفينة ثم تلقى جثته إلى البحر ويعود الجميع مع عدنان ولينا إلى أرض الأمل ويحتفل أهل القرية بوصولهم ويتزوج القبطان نامق سميرة وأخيراً يقرر عدنان العودة إلى أرض آباءه وأجداده في القرية المفقودة فيذهب رفقة أصدقاءه إليها.

## مقدمة المسلسل
تبدأ قصة المسلسل في كل حلقة بهذا المقطع
- اندلعت الحرب العالمية الثالثة عام ألفين وثمانية.

استخدمت فيها الشعوب المتحاربة أسلحة مغناطيسية. تفوق في قدرتها الأسلحة التقليدية.
- ونتيجة لذلك، حل الدمار في البر والبحر.
- وانقلبت محاور الكرة الأرضية، وباتت الكرة الأرضية، تعيش كارثة مؤلمة.
- مضى الآن عشرون عاماً على الكارثة، ولم يبقى على هذه الجزيرة سواهم.
- أتت الحرب على معظم أجزاء الكرة الأرضية.
- والآن أخذت الأشجار والحشائش تنمو ثانية، وأخذت الأسماك تملأ مياه البحر، لقد انتعشت الأرض وامتلأت بالحياة من جديد.

## أغنية البداية
- عدنان ولينا عدنان ولينا
- جمعتهم أماني جمعتهم أماني جمعتهم أماني جمعتهم أماني
- أماني حلوة، حلوة وجميلة، حلوة البراءة، حلوة الصداقة، حلوة وثمينة، حلوة وثمينة
- عدنان عنوان المحبة عدنان عنوان الحنان
- عدنان يتحدى المصاعب عدنان يتحدى الصعاب عدنان يتحدى الثعالب
- عدنان عدنان عدنان غالب...
- عدنان ولينا عدنان ولينا...

## قائمة حلقات عدنان ولينا
قائمة حلقات عدنان ولينا وتتكون من 26 حلقة.
| رقم الحلقة       | تاريخ العرض الأول | الاسم بالعربية              | الاسم باليابانية     |
| ---------------- | ----------------- | --------------------------- | -------------------- |
| الأولى           | 4/4/1978          | الناجين من الجزيرة المفقودة | のこされ島           |
| الثانية          | 11/4/1978         | الرحلة                      | 旅立ち               |
| الثالثة          | 18/4/1978         | الصديق الأول                | はじめての仲間       |
| الرابعة          | 25/4/1978         | السفينة غادة                | バラクーダ号         |
| الخامسة          | 9/5/1978          | القلعة                      | インダストリア       |
| السادسة          | 16/5/1978         | تمرد نامق                   | ダイスの反逆         |
| السابعة          | 23/5/1978         | المطاردة                    | 追跡                 |
| الثامنة          | 30/5/1978         | هروب                        | 逃亡                 |
| التاسعة          | 6/6/1978          | سفينة الإنقاذ               | サルベージ船         |
| العاشرة          | 13/6/1978         | دكتور رامي                  | ラオ博士             |
| الحادية عشر      | 20/6/1978         | الهروب                      | 脱出                 |
| الثانية عشر      | 27/6/1978         | كتلة النواة                 | コアブロック         |
| الثالثة عشر      | 4/7/1978          | ارض الامل                   | ハイハーバー         |
| الرابعة عشر      | 11/7/1978         | يوم على الجزيرة             | 島の一日             |
| الخامسة عشر      | 18/7/1978         | أرض جرداء                   | 荒地                 |
| السادسة عشر      | 1/8/1978          | الكوخ                       | 二人の小屋           |
| السابعة عشر      | 8/8/1978          | معركة                       | 戦闘                 |
| الثامنة عشر      | 15/8/1978         | بندقية قارب                 | ガンボート           |
| التاسعة عشر      | 29/8/1978         | المد الهائل قادم            | 大津波               |
| العشرون          | 12/9/1978         | الذهاب إلى القلعة مرة أخرى  | 再びインダストリアへ |
| الحادية والعشرون | 19/9/1978         | سكان تحت الأرض              | 地下の住民たち       |
| الثانية والعشرون | 25/9/1978         | إنقاذ                       | 救出                 |
| الثالثة والعشرون | 3/10/1978         | برج الطاقة الشمسية          | 太陽塔               |
| الرابعة والعشرون | 17/10/1978        | عملاق                       | ギガント             |
| الخامسة والعشرون | 24/10/1978        | نهاية القلعة                | インダストリアの最期 |
| السادسة والعشرون | 31/10/1978        | حل العقدة في الرواية        | 大団円               |

## الشخصيات

شخصيات مسلسل عدنان ولينا

نامق، سميرة، عبسي، عدنان ولينا

### عدنان
بطل المسلسل قوي البنية طوال مغامراته يحاول إنقاذ لينا من أصحاب القلعة ومن عاداته المضحكة أنه يستخدم قدميه في القتال.

### لينا
صديقة عدنان، وهي أول إنسان من غير سكان الجزيرة المفقودة وأول فتاة يراها عدنان في حياته. هي حفيدة الدكتور رامي، لذلك يريد علام استخدامها لإجبار الدكتور رامي على إعطائه أسرار الطاقة الشمسية. هي تستطيع التحدث إلى طائر البحر «تيكي»، كما تستشعر وجود جدها وعدنان. هي من أرض الأمل.

### عبسي
صديق عدنان، هو ولد بريء وقليل الذكاء كان يعيش وحيداً على أول جزيرة وصل إليها عدنان، وقد أصبح بسرعة أول صديق لعدنان وساعده على إنقاذ لينا. هو صياد حيوانات ماهر وهو يحب الطعام، يأكل الضفادع والسحالي والتدخين وعادةً ما وقع وأوقع عدنان في المتاعب. اسم عبسي بالمسلسل الياباني هو جيمشي أو جيمسي Jimsy (ジムシィ Jimushī قام بدور عبسي الفنان عبدالرحمن العقل.

### جد عدنان
جد عدنان العجوز الذي تولى تربيته على الجزيرة المفقودة بعد أن سقطت طائرته المتجهة إلى الفضاء في الجزيرة المفقودة وقد توفي أثناء الدفاع عن لينا عندما حاولت سميرة ورجال القلعة اختطافها في الحلقة الأولى قام بأداء الصوت سالم الجحوشي.

### القبطان نامق
القبطان نامق هو أسم شخصية في مسلسل الكرتون عدنان ولينا، كان أحد مساعدي وأعوان القلعة، ولكن تحول فيما بعد ليصبح يساعد عدنان ولينا بعد أن عرف عن أعمال علام الشريرة (قائد القلعة). قام بأداء دور الدبلجة باللغة العربية الفنان جاسم النبهان.
نامق هو قبطان السفينة وعادة يقوم بتنفيذ المهمات مقابل المال وهو ليس من سكان القلعة، وقد أُمِرَ بالبحث عن الدكتور رامي في أرض الأمل ولكنه بدلاً من البحث عن الدكتور رامي في أرض الأمل خطف حفيدته لينا وهذا قبل بداية أحداث المسلسل، ولكن لينا هربت منه قاذفة نفسها في البحر ثم قذفت على الشاطئ وهي مغمى عليها في الجزيرة المفقودة (أرض عدنان) حتى وجدها عدنان وبعد أن علم نامق بسياسة علام وأعماله الشريرة صار صديقاً لأبطال المسلسل وأصبح مع رجاله ضد علاّم حتى نهاية المسلسل ثم تزوج من سميرة في جزيرة الأمل وذهبوا إلى الجزيرة المفقودة التي كان عدنان يسكن عليها مع جده في الحلقة الأولى.

### الدكتور رامي/بدر
جد لينا، وقد كان في الأصل عضواً بالمجلس العالي بالقلعة، ولكنه هرب عندما علم بنوايا علام، لديه أسرار الطاقة الشمسية، وهو يؤمن بأن سكان القلعة لا بد لهم من ترك الأسلحة والبدء بحياة جديدة لذلك يتنكر ويتخذ اسم بدر ويعمل في منطقة بعيدة عن علاّم لإصلاح سفينة تحت البحر وفي تلك المنطقة تتعرف لينا إلى جدها المفقود.

### علام
قائد القلعة، هو يمثل اسميّاً سلطة المجلس العالي بالقلعة، ولكنه الشخصية الشريرة الأساسية بالمسلسل والشخصية الخبيثة، وهو يريد استخراج أسرار الطاقة الشمسية من الدكتور رامي الذي يعد الوحيد القادر على تشغيل أجهزتها وتنشيطها ليقوي بها أسلحته ليغزو ويسيطر على ما تبقى من العالم.

### سميرة
مساعدة قائد القلعة علام، وتعد ذراع القائد العسكري ومسؤولة التنفيذ العسكري والتي كانت المسؤولة عن القبض على لينا وبعد أن ذهبت إلى أرض الأمل خسرت قارب الرماية الذي فجره عدنان بمساعدة فارس فقررت سميرة أن تعود إلى القلعة بسفينة القبطان نامق والتي سبق وأن فجرها فارس ولكن المد البحري كان قوياً مما دعى جنودها بالإضافة إلى أهل القرية يهربون بعيداً عن الشاطئ وقد خسرت سميرة الأسلحة بالرغم من أنها تعلم سابقاً عن وجود القليل من الذخيرة واستسلمت هي وجنودها لأهل القرية وخلال معاشرتها لأهل القرية عرفت أن أهل القرية أناس طيبون ومسالمون وعرفت أن هروب جد لينا لم يكن سهلاً فساعدت لينا وعدنان في الوصول إلى القلعة عن طريق سفينة الدكتور رامي وأصبحت صديقة لها وتزوجت القبطان نامق في آخر حلقة.

### العم مروان
زوج عمة لينا، وهو طبيب ومن سكان أرض الأمل قام بأداء الصوت سالم الجحوشي.

### العمة اعتدال
ابنة الدكتور رامي، عمة لينا، زوجة العم مروان وهي من سكان أرض الأمل.

### عمدة قرية الأمل
السيد عبدين وهو عمدة قرية الأمل ويتسم بالحكمة وتقديم مصلحة القرية وأهلها على مصالحه الشخصية.

### العم فارس/صانع القنابل
شخصية ظريفة من خلال أفكاره وحديثه وصرخاته وتعجباته، وهو صياد للأسماك يكون صداقة فريده مع عدنان ويقوم بمساعدته من خلال تجهيز قنابل لتفجير قارب الرماية الذي أتى من القلعة ليخطف لينا.
قام بأداء صوته الفنان الراحل علي المفيدي.

### نمرو
شخصية ديكتاتورية، نصب نفسه وأخته وأصدقائه إداريين على الجانب الآخر من أرض الأمل الذي يعمل على تربية الحيوانات وخصوصاً البرية كالخنازير ويحب الخيل، وهو يسيء معاملة القرويين ويستغلهم ويأخذ منهم الضرائب الباهظة.

### أميرة
أخت نمرو ومساعدته الأولى، تقع في حب عبسي بعد عداوة.

### عمروس
مساعد القبطان نامق.

### غازي
طباخ سفينة القبطان نامق ويعمل خبازاً في أرض الأمل.

### عامر
مساعد العالم بدر الذي يتمنى الحصول على المزيد من النقاط التي تجعله مواطناً من الدرجة الثانية في القلعة بأي وسيلة.

## الأماكن
- الجزيرة المفقودة: التي كان عدنان وجده يسكنون عليها في الحلقة الأولى ووجد عدنان لينا عليها. ثم عادوا إليها في الحلقة الأخيرة.
- سفينة نامق: اسمها «الباراكودا» في المسلسل الياباني (نوع من أنواع الأسماك) الباراكودا.
- بحر الأعاصير: (كما يسميه نامق).
- جزيرة عبسي: (وهي الجزيرة التي التقى بها عدنان وعبسي) حيث يرسو بها نامق ويعمل سكانها مقابل المال لنقل الخردة والمعادن إلى سفينة نامق وينقلها هو إلى القلعة.
- القلعة.
- جزيرة الأمل: وهي كانت سكن لينا الأصلي والتي عليها كل معارف لينا والتي بعد وصول لينا إليها مع عدنان وعبسي تهاجمها سميرة على رأس قوة كبيرة مع سفينة لكن يتمكن أهل جزيرة الأمل وفارس صانع القنابل ونمرو من القضاء على القوة وتفجير السفينة وعندها يتغير رأي سميرة وتصبح مع عدنان ورفاقه وتساعدهم.

## الدبلجة العربية
| - فلاح هاشم بدور عدنان - سناء التكمجي بدور لينا - جاسم النبهان بدور نامق - مسافر عبد الكريم بدور الدكتور رامي، نمرو، شخصيات أخرى - عبد الرحمن العقل بدور عبسي - فوزية عزت بدور سميرة - داود حسين بدور عامر مساعد الدكتور رامي، الطبيب مروان وعدة شخصيات منوعة - سالم حسين الأمير - فخري عودة بدور علام - سالم الجحوشي بدور جد عدنان، شخصيات أخرى - كنعان حمد العمدة عابدين - علي فريج - سمير ياسين - علي المفيدي بدور فارس في جزيرة الأمل - سليمان داود الحزامي - علي يحيى فضل - عبد الناصر الزاير - آمنة داؤود صبري - مريم حسين - رضا مهدي - قدم مقدمة المسلسل سالم الجحوشي - ترجمة: محمود قدورة - تأليف الأغاني: فخري عودة - ألحان: عبد الناصر الزاير - توزيع: مؤسسة الإنتاج البرامجي المشترك لدول الخليج العربية |

## العرض المسرحي
في عام 2024 اقتبس المسلسل إلى مسرحية واقيمت على خشبة مسرح طوكيو متروبوليتان ثياتر بلايهاوس خلال شهري مايو ويونيو 2024، والعرض المسرحي من إخراج مشترك بين إنبال بينتو وديفيد مامبوش. تعمل بينتو أيضًا على تصميم الكوريغرافيا (الرقص التمثيلي) والفنون. ومن المقرر بعد ذلك أن تنطلق جولة العروض في أنحاء متفرقة حول اليابان.

## وصلات خارجية
- عدنان ولينا على موقع IMDb (الإنجليزية)
- عدنان ولينا على موقع فيلمافينيتي (الإسبانية)
- عدنان ولينا على موقع كينوبويسك (الروسية)
- عدنان ولينا على موقع ألو سيني (الفرنسية)
- عدنان ولينا على موقع قاعدة بيانات الفيلم (الإنجليزية)
- عدنان ولينا على موقع ANN anime (الإنجليزية)
- الموقع الرسمي لمسلسل عدنان ولينا على موقع https://www.nippon-animation.co.jp